# 拉德卡·德內馬科娃
拉德卡·德內馬科娃（Radka Denemarková，1968年3月14日—）是捷克小說家、劇作家、譯者。布拉格查理大學文學院畢業，曾獲得「苦土文學獎」，代表作是『希特勒的錢』。

## 著作一覽
- 《希特勒的錢》Peníze od Hitlera （2006）
- Hodiny z olova （2018）等